# Phlebotomus papuensis
Phlebotomus papuensis är en tvåvingeart som beskrevs av David Fairchild 1952. Phlebotomus papuensis ingår i släktet Phlebotomus och familjen fjärilsmyggor. Inga underarter finns listade i Catalogue of Life.